# セヴェラック・ダヴェロン
セヴェラック・ダヴェロン （Sévérac d'Aveyron）は、フランス、オクシタニー地域圏、アヴェロン県のコミューン。2016年1月1日、ビュザン、ラパヌーズ、ラヴェルネ、ルクール＝プレヴァンキエール、セヴェラック＝ル＝シャトーの5コミューンが合併し、コミューン・ヌーヴェル（fr。地方自治体改革の2010年12月16日施行の2010-1563法第21条による、合併によって新設されたコミューン）として新設された。コミューンの面積は国内第5位の広さをもつ。

## 歴史
2015年11月6日条例により、5コミューンが権限委任コミューンとなることが承認され、2016年1月1日よりコミューン・ヌーヴェルが発足した。

## 行政
| 旧コミューン                 | INSEE | 面積 (km²) | 人口 (2013年1月1日時点) |
| ---------------------------- | ----- | ---------- | ----------------------- |
| セヴェラック＝ル＝シャトー   | 12270 | 108,42     | 2398                    |
| ビュザン                     | 12040 | 21,59      | 187                     |
| ラパヌーズ                   | 12123 | 27,19      | 769                     |
| ラヴェルネ                   | 12126 | 26,32      | 231                     |
| ルクール＝プレヴァンキエール | 12196 | 25,20      | 516                     |